# Bướu cổ
Bướu cổ (tiếng Anh: goitre) là tình trạng xuất hiện khối ở cổ do hiện tượng phì đại tuyến giáp (Thyroidmegaly). Tình trạng phì đại tuyến giáp có thể phát hiện thông qua thăm khám lâm sàng như quan sát, sờ nắn hoặc đôi khi có thể chỉ được phát hiện tình cờ qua siêu âm tuyến giáp (Thyroid ultrasonography).
Phần lớn nguyên nhân gây bướu cổ là lành tính như bướu cổ địa phương (Endemic goitre) gây nên bởi tình trạng thiếu hụt iodine (Iodine deficiency). Các biện pháp can thiệp bướu cổ khá đa dạng và phụ thuộc vào cơ chế bệnh sinh của từng trường hợp: điều trị nội khoa, đốt nhân giáp bằng sóng cao tần hoặc vi sóng, tiêm ethanol qua da (Percutaneous Ethanol Injection)... hoặc phẫu thuật loại bỏ tuyến giáp (Thyrodectomy) bán phần hoặc toàn phần.

## Đại cương
Bướu cổ có thể đánh giá thông qua hỏi bệnh sử, thăm khám lâm sàng kết hợp với thăm dò chức năng tuyến giáp qua xét nghiệm hóa sinh hay siêu âm tuyến giáp.

### Hỏi bệnh sử và khai thác tiền sử

#### Tiền sử
Thông tin cần thiết trong việc tiếp cận với bệnh nhân bướu cổ bao gồm tiền căn bản thân và tiền sử gia đình. Dưới đây gợi ý thông tin có thể khai thác được từ tiền sử.
| Tiền căn                    | |
| --------------------------- | --- |
| Tiền căn bệnh lý            | Tiền căn nội khoa: một số bệnh lý viêm nhiễm có thể là yếu tố thúc đẩy một số bệnh lý tự miễn liên quan đến tuyến giáp như bệnh Basedow, viêm giáp Hashimoto... Tiền căn ngoại khoa Tiền căn sản phụ khoa: trong quá trình thai kỳ, tuyến giáp có thể tăng cường hoạt động (goitrogenic stimulus) dưới tác động của hormone hCG. Do đó, kích thước tuyến giáp có thể tăng nhẹ và gây nên bướu nhỏ (pregnancy-associated goitre) sau thai kỳ. Tiền căn chiếu xạ: bệnh nhân tiếp xúc với các tia bức xạ (X-quang) lượng lớn ở vùng đầu cổ có thể làm gia tăng nguy cơ xuất hiện ung thư giáp. |
| Chế độ dinh dưỡng, vận động | Nên quan tâm đến đặc điểm địa lý và dịch tễ của bệnh nhân sinh sống: ví dụ bệnh nhân đến từ miền cao có nguy cơ bị bướu giáp địa phương cao hơn nhiều so với bệnh nhân từ miền duyên hải. |
| Tiền sử gia đình            | Một số bệnh lý có liên quan đến di truyền |

### Thăm khám lâm sàng
Một số kỹ năng khám lâm sàng có thể phát hiện được bướu cổ với một kích thước nhất định.

#### Kỹ năng nhìn và sờ
Nhìn và sờ là hai kỹ năng cơ bản trong khám tuyến giáp. Bác sĩ có thể quan sát bướu cổ bệnh nhân với tư thế hơi ngửa cổ và có thể có động tác nuốt để đánh giá giới hạn, kích thước tuyến giáp cũng như tính chất di động theo nhịp nuốt của tuyến giáp. Đồng thời sờ tuyến giáp có thể xác định được một số tính chất khác liên quan đến bướu giáp như tính chất đau, nhiệt độ da vùng tuyến giáp, tính chất tuyến giáp, giới hạn, hạch bất thường và rung miu.
| Thuật ngữ                                         | Định nghĩa |
| ------------------------------------------------- | --- |
| Bướu lan tỏa (Diffuse Goitre)                     | Bướu lan tỏa hay bướu đơn thuần (Simple goitre) là tình trạng toàn bộ tuyến giáp (cả hai thùy và eo) đều tăng sinh (hypertrophy). Bướu lan tỏa có thể là dạng độc (Toxic goitre) khi xuất hiện hội chứng nhiễm độc giáp (Thyrotoxicosis) hoặc bướu giáp bình giáp (Euthyroid goitre) khi chức năng giáp bình thường. |
| Bướu nhân (Nodular Goitre)                        | Bướu nhân khi chỉ một (đối với bướu giáp đơn nhân, Uninodular goitre) hoặc một vài (đối với bướu giáp đa nhân, Multinodular goitre) vùng nhất định của tuyến giáp tăng sinh tạo thành các nhân giáp (Nodule). Các nhân giáp này có thể là nhân đặc (solid) hoặc chứa dịch; có thể là nhân độc (Toxic nodule) nếu nhân này tăng tiết hormone giáp hoặc nhân không độc (Nontoxic nodule) nếu nhân này không tăng tiết hormone giáp.   |
| Bướu cổ địa phương (Endemic goitre)               | Bướu cổ địa phương (Endemic goitre) là loại bướu cổ xuất hiện do tình trạng thiếu hụt iodine. Bướu cổ địa phương được xem xét khi bệnh nhân sinh sống ở vùng dịch tễ với hơn 10% dân số bị mắc bướu cổ. |
| Bướu giáp mạch (tiếng Pháp: Goitre vasculaire)    | Một số bướu cổ có thể xuất hiện tình trạng tăng sinh mạch máu đến bướu đó (Thyroid vascularisation) gây nên tình trạng bướu giáp mạch (vascularity). Bướu giáp mạch có thể nghe được âm thổi toàn thì (continuous thyroid bruit) hoặc sờ thấy rung miêu (palpable thrill). Bướu giáp mạch xuất hiện ở các bướu độc như bệnh Basedow...                                                                                              |
| Bướu giáp chìm sau xương ức (Retrosternal goitre) | Bướu giáp chìm sau xương ức là tình trạng bướu giáp phát triển theo hướng xuống trung thất (Mediastinum) hay lồng ngực thay vì phát triển theo bề ngang. Đây là thể đặc biệt của bướu cổ và chiếm tỷ lệ khoảng 3 - 20% tổng số ca bướu giáp. Bướu giáp chìm sau xương ức là một dạng của khối choán chỗ trung thất trên. Tên gọi khác: bướu giáp chìm trong lồng ngực (Intrathoracic goitre) hay bướu giáp thòng (Goitre plongeant) |

#### Phân độ bướu giáp (WHO 2014)
Trước đây, bướu giáp được phân thành 5 độ chính (độ 0, độ IA, độ IB, độ II và độ III) theo Tổ chức Y tế Thế giới năm 1960 (hiệu chỉnh năm 1996). Tuy nhiên, việc phân độ đó chưa thực sự có tính ứng dụng cao trong công tác thăm khám lâm sàng nên ngày nay, bướu giáp được phân loại theo đề xuất mới được WHO ban hành vào năm 2014.
| Phân độ | Mô tả                                                                                          | Độ tương ứng với phân độ cũ |
| ------- | ---------------------------------------------------------------------------------------------- | --------------------------- |
| Độ 0    | Không phát hiện bướu cổ thông qua nhìn và sờ                                                   | 0                           |
| Độ I    | Chỉ phát hiện bướu cổ thông qua sờ nắn; không quan sát được bướu cổ ở tư thế cổ bình thường    | IA, IB                      |
| Độ II   | Quan sát được khối ở cổ với tư thế cổ bình thường. Hình ảnh này phù hợp với bướu cổ khi sờ nắn | II, III                     |

#### Nghiệm pháp Pemberton
Nghiệm pháp Pemberton là một phương pháp khám lâm sàng được đề xuất bởi Hugh Pemberton. Nghiệm pháp Pemberton dương tính gợi ý tình trạng chèn ép tĩnh mạch chủ trên (hội chứng tĩnh mạch chủ trên, Superior Vena Cava Syndrome) và một trong những nguyên nhân phổ biến của sự chèn ép này là do bướu giáp chìm sau xương ức choán chỗ

### Đánh giá cận lâm sàng

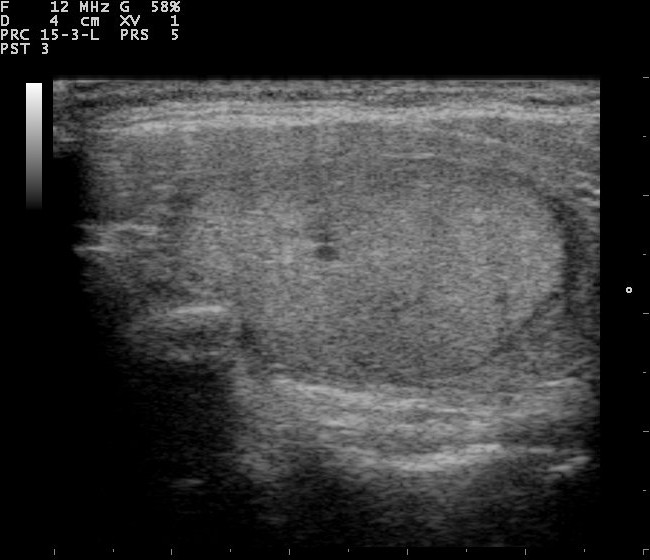
Kết quả siêu âm tuyến giáp cho thấy có nhân giáp

##### Siêu âm tuyến giáp
Siêu âm tuyến giáp (Thyroid ultrasonography) là phương tiện chẩn đoán hình ảnh chính yếu được sử dụng trong khảo sát hình thái tuyến giáp. Với độ nhạy 100%, độ đặc hiệu 94.12% và độ chính xác 96%, siêu âm được sử dụng là phương tiện đánh giá đầu tay trong công cụ tầm soát các loại nhân giáp với các hình thái khác nhau. Siêu âm tuyến giáp giúp đánh giá nguy cơ ác tính (malignancy) của nhân giáp.
Hiện nay, có nhiều hệ thống dữ liệu và báo cáo hình ảnh tuyến giáp (Thyroid Imaging - Reporting and Data System, TI-RADS) được sử dụng rộng rãi trong các cơ sở khám chữa bệnh như hệ thống TI-RADS của Hàn Quốc, Hoa Kỳ, châu Âu... Trong bài viết này, chúng tôi trình bày phân loại TI-RADS theo đề xuất (năm 2017) của Hiệp hội Điện Quang Hoa Kỳ (American College of Radiology). 
| Tiêu chí (Category)               | Mô tả                                                                        | Điểm | Ghi chú                                                                                   |
| --------------------------------- | ---------------------------------------------------------------------------- | ---- | ----------------------------------------------------------------------------------------- |
| Thành phần (Composition)          | Dạng nang hoặc phần lớn dạng nang (Cystic or Almost Completely Cystic)       | 0    | Chọn 01 trong 04 tiêu chí                                                                 |
| Thành phần (Composition)          | Dạng bọt biển (Spongiform)                                                   | 0    | Chọn 01 trong 04 tiêu chí                                                                 |
| Thành phần (Composition)          | Dạng hỗn hợp (Mixed form) giữa nang và đặc                                   | 1    | Chọn 01 trong 04 tiêu chí                                                                 |
| Thành phần (Composition)          | Dạng đặc hoặc phần lớn dạng đặc (Solid or Almost Completely Solid)           | 2    | Chọn 01 trong 04 tiêu chí                                                                 |
| Độ hồi âm (Echogenicity)          | Trống âm (Anechoic)                                                          | 0    | Chọn 01 trong 04 tiêu chí                                                                 |
| Độ hồi âm (Echogenicity)          | Tăng hồi âm (Hyperechoic)/ Cấu trúc echo dày hoặc Đồng âm (Isoechoic)        | 1    | Chọn 01 trong 04 tiêu chí                                                                 |
| Độ hồi âm (Echogenicity)          | Giảm hồi âm (Hypoechoic)/ Cấu trúc echo kém                                  | 2    | Chọn 01 trong 04 tiêu chí                                                                 |
| Độ hồi âm (Echogenicity)          | Hồi âm giảm mạnh (Very hypoechoic)/ Cấu trúc echo rất kém                    | 3    | Chọn 01 trong 04 tiêu chí                                                                 |
| Hình dáng (Shape)                 | Rộng hơn cao (Wider than tall)                                               | 0    | Chọn 01 trong 02 tiêu chí                                                                 |
| Hình dáng (Shape)                 | Cao hơn rộng (Taller than wide)                                              | 3    | Chọn 01 trong 02 tiêu chí                                                                 |
| Bờ (Margin)                       | Nhẵn (Smooth)                                                                | 0    | Chọn 01 trong 04 tiêu chí                                                                 |
| Bờ (Margin)                       | Khó xác định (Ill-defined)                                                   | 0    | Chọn 01 trong 04 tiêu chí                                                                 |
| Bờ (Margin)                       | Phân thùy hoặc không đều (Lobulated or Irregular)                            | 2    | Chọn 01 trong 04 tiêu chí                                                                 |
| Bờ (Margin)                       | Mở rộng ra ngoài mô giáp (Extra-thyroidal extension)                         | 3    | Chọn 01 trong 04 tiêu chí                                                                 |
| Các điểm tăng âm (Echogenic foci) | Không hoặc có xảo ảnh đuôi sao chổi lớn (None or large comet-tail artifacts) | 0    | Có thể chọn nhiều mô tả cùng lúc (tính tổng điểm các mô tả ta được điểm mục tiêu chí này) |
| Các điểm tăng âm (Echogenic foci) | Vôi hóa lớn (Macrocalcification)                                             | 1    | Có thể chọn nhiều mô tả cùng lúc (tính tổng điểm các mô tả ta được điểm mục tiêu chí này) |
| Các điểm tăng âm (Echogenic foci) | Vôi hóa viền (Peripheral (rim) calcification)                                | 2    | Có thể chọn nhiều mô tả cùng lúc (tính tổng điểm các mô tả ta được điểm mục tiêu chí này) |
| Các điểm tăng âm (Echogenic foci) | Đốm hồi âm dày lấm tấm (Punctate echogenic foci)                             | 3    | Có thể chọn nhiều mô tả cùng lúc (tính tổng điểm các mô tả ta được điểm mục tiêu chí này) |

Sau đó, ta cộng điểm của từng tiêu chí trên và được điểm TI-RADS tổng số. Thí dụ, siêu âm tuyến giáp cho thấy nhân giáp ở thùy trái tuyến giáp có dạng bọt biển (0), hồi âm kém (2), kích thước d# 3-3mm (0), bờ khó xác định (0) và vôi hóa lớn (2); như vậy nhân giáp này có tổng điểm TI-RADS theo ACR (2017) là 4.
| Phân độ TI-RADS | Tổng điểm TI-RADS | Ý nghĩa                    | Biện pháp can thiệp                                                                                       |
| --------------- | ----------------- | -------------------------- | --- |
| TR1             | 0-1               | Lành tính                  | Không cần chỉ định chọc hút tế bào qua kim nhỏ (Fine Needle Aspiration, FNA)                              |
| TR2             | 2                 | Không nghi ngờ             | Không cần chỉ định chọc hút tế bào qua kim nhỏ (Fine Needle Aspiration, FNA)                              |
| TR3             | 3                 | Nguy cơ ác tính rất thấp   | Theo dõi khi kích thước {\displaystyle \geq } 15mm Chỉ định FNA khi kích thước {\displaystyle \geq } 25mm |
| TR4             | 4-6               | Nguy cơ ác tính trung bình | Theo dõi khi kích thước {\displaystyle \geq } 10mm Chỉ định FNA khi kích thước {\displaystyle \geq } 15mm |
| TR5             | Từ 7 trở lên      | Nguy cơ ác tính cao        | Theo dõi khi kích thước {\displaystyle \geq } 5mm Chỉ định FNA khi kích thước {\displaystyle \geq } 10mm  |

## Nguyên nhân
Trên thế giới, nguyên nhân phổ biến nhất của bệnh bướu cổ là thiếu iod hoặc dư thừa iod dẫn đến suy giáp, hay gặp ở các quốc gia không sử dụng muối iod. Thiếu selen cũng được coi là một yếu tố góp phần gây bướu cổ. Ở các quốc gia sử dụng muối iod, viêm tuyến giáp Hashimoto là nguyên nhân phổ biến nhất. Bướu cổ cũng có thể là kết quả của ngộ độc xyanua; đặc biệt phổ biến ở các nước nhiệt đới nơi củ sắn giàu xyanua là thực phẩm chính.